# このせかいに
「このせかいに」は、2008年7月2日に発売された村岸カンナのデビューシングル。 2008年6月から7月にかけて、NHK『みんなのうた』の新曲枠で流された。

## 概要
村岸カンナが『みんなのうた』のために書下ろした楽曲。出産を控えた母親の気持ちを歌っている。村岸は当楽曲に対し「自分を10ヶ月もの間お腹にかかえ、命を守り育んでくれた母の思いに気づき、その限りない愛と温もりに気づくことができれば、人は命の尊さ、重さ、ありがたさを感じ自分にも周囲にも、もっと人は優しくなれるのに」とコメントした。
『みんなのうた』では、5分1曲枠で放送された。放送で使用された墨絵調のアニメーションは、番組初参加の保谷瑠美子が制作を手掛けた。
コーラスに児玉萌々が参加。児玉は同番組で同年4月から5月にかけて放送された『CRYSTAL CHILDREN』でクリスタルズのメンバーとして映像にも出演していた。 

## 収録曲
1. このせかいに
作詞・作曲:村岸 カンナ/編曲:河野圭
2. A Song Like You
3. このせかいに (カンナ ソロ Ver.）
4. このせかいに（合唱 Ver.）
5. このせかいに（Instrumental）

## 商品番号
- UMCK 5208